# Louis Seeger
Louis Seeger (* 1794; † 1865) war ein deutscher Dressurreiter, der bei Maximilian von Weyrother an der Spanischen Hofreitschule in Wien die Kunst der klassischen Dressur studierte. Durch Weyrother war er von de la Guérinière stark beeinflusst.
Seeger war auch einer der größten Kritiker von François Baucher, einem umstrittenen französischen Reitmeister.
Er gründete in Berlin die erste private Reitschule Deutschlands, wo er sein Wissen auch an Gustav Steinbrecht weitergab.

## Schriften
- System der Reitkunst (Berlin 1844) Digitalisat
- Züchtung, Erziehung, Ausbildung des Pferdes im systematischen Zusammenhange (Berlin 1850) Digitalisat
- Herr Baucher und seine Künste – ein ernstes Wort an Deutschlands Reiter (Berlin 1852) Digitale Version

## Belege
- Waldemar Seunig: Meister der Reitkunst und ihre Wege. Verlag Paul Parey, 1981, ISBN 3489625323.
- dressageworld.de (Memento vom 15. August 2009 im Internet Archive)

| Personendaten    | Personendaten           |
| ---------------- | ----------------------- |
| NAME             | Seeger, Louis           |
| KURZBESCHREIBUNG | deutscher Dressurreiter |
| GEBURTSDATUM     | 1794                    |
| STERBEDATUM      | 1865                    |